# Antoni Caralps i Riera
Antoni Caralps i Riera (Barcelona, 22 de març de 1934 - 2 de juny de 2025) fou un metge cirurgià, nefròleg i polític català.
Fill d'Antoni Caralps i Massó i germà de Josep Maria Caralps i Riera, es llicencià en medicina per la Universitat de Barcelona l'any 1957 i s’especialitzà en nefrologia a l'Hospital Necker de París. El 1962 juntament amb Agustí Pedro i Pons organitzà a l'Hospital Clínic de Barcelona el primer dispensari de nefrologia de l'Estat espanyol. I amb Josep M. Gil-Vernet l'any 1964 creà a l'Hospital Clínic la primera unitat de trasplantament renal. El 1968 es traslladà a l'Hospital de la Vall d'Hebron. El 1974 es convertí en el cap del servei de nefrologia d'aquest hospital, i posteriorment, el 1983, de l'Hospital Germans Trias i Pujol. L'any 1966 va presidir el XVI Congrés Mundial de Trasplantaments i entre els ants 1984 i 1989 va ocupar la presidència de la Societat Catalana de Trasplantaments. Pel que fa a reconeixements a la seva tasca professional, cal destacar la Gran Creu de l'Ordre Civil de Sanitat. Caralps, que va liderar l'equip que dugué a terme el primer trasplantament renal exitós de l'Estat amb un òrgan d'un donant mort, el 1984 fou nomenat membre numerari de la Reial Acadèmia de Medicina de Catalunya.
Paral·lelament a la seva carrera professional com a metge, Caralps va ser també el batlle d'Alella, al Maresme, entre els anys 1995 i 1999.